# Hevaheva maculata
Hevaheva maculata är en insektsart som beskrevs av Caldwell 1940. Hevaheva maculata ingår i släktet Hevaheva och familjen spetsbladloppor. Inga underarter finns listade i Catalogue of Life.